# Ismeno (oceánida)
En la mitología griega Ismeno o Ísmeno (en griego Ἰσμηνός) es el nombre de uno de los dioses fluviales y a la vez el río Ismeno, corriente por antonomasia de Beocia. Era celebrado especialmente por regar las tierras de Tebas, ciudad de las siete puertas.
Como todos los dioses fluviales Ismeno era hijo de Océano y Tetis. Se dice que hubo una vez en que Leto, embarazada de sus gemelos Artemisa y Apolo, buscaba una isla en la que alumbrar. Hera, irritada contra la titánide por llevar dentro un hijo de Zeus, prohibió a las islas, a las ciudades y a los dioses fluviales que le dieran asilo. Temiendo la cólera de Hera, el Ismeno de negros guijarros, llevando de la mano a sus hijas Dirce y Estrofia, rechazo la petición de auxilio de Leto, mientras esta se encontraba por tierras aonias. A Crócale, una de las asistentas de Artemisa, se le llama Isménide, por lo que también pudiera ser hija del dios fluvial Ismeno.
Pausanias nos dice que a la derecha de las puertas de Tebas hay una colina consagrada a Apolo. La colina y el dios se llaman Ismenio, pues junto a este lugar corre el río Ismeno. Antes de recibir el nombre de Ismenio el río se llamaba Ladón. Los tebanos cuentan que hubo un Lino, llamado hijo de Ismenio, y cómo, siendo el maestro de música de Heracles, este lo mató cuando todavía era niño. En la Tebaida se dice que el propio dios fluvial Ismeno se vio involucrado en la guerra relatada en el episodio de los siete contra Tebas. Intentó azuzar sus aguas contra Hipomedonte en venganza por la muerte de Creneo, hijo de su hija Isménide a manos de Pan, pero no tuvo más remedio que retirase de la batalla por orden expresa de Zeus.